# Derbamont
Derbamont est une commune française située dans le département des Vosges, en région Grand Est.
Ses habitants sont appelés les Derbamontais.

## Géographie

### Localisation

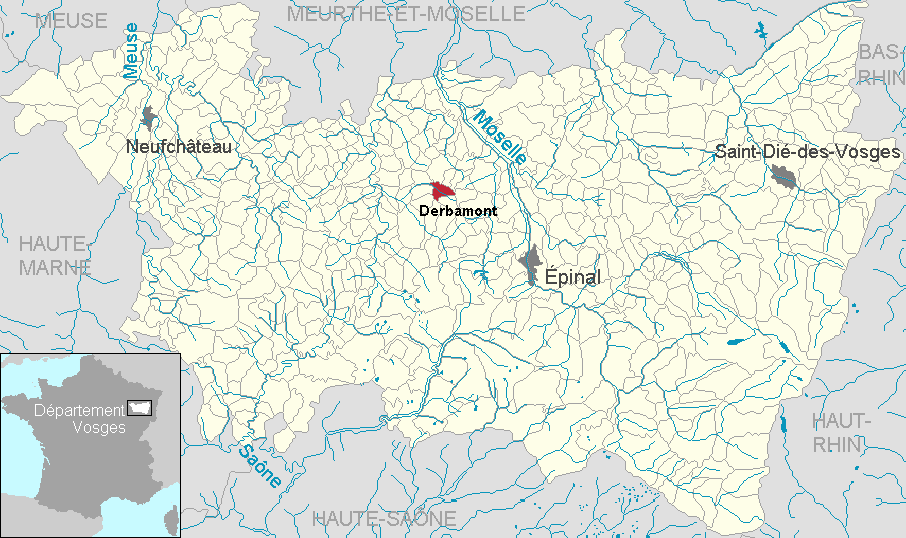
Localisation dans le département.

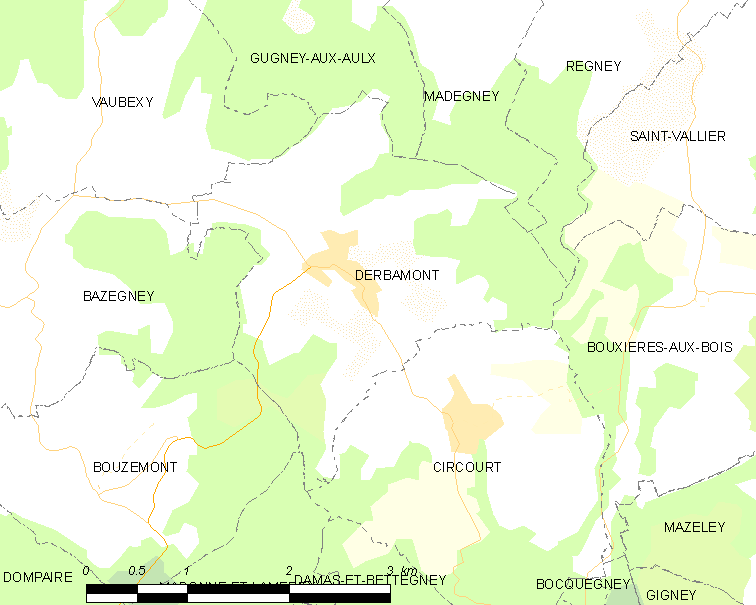
Situation géographique de Derbamont.

Derbamont  fait partie du canton de Dompaire.

### Géologie et relief
Entouré de forêts, le petit village agricole de Derbamont occupe une cuvette traversée par le Robert, sous-affluent du Madon par la Gitte.

### Hydrographie et les eaux souterraines
Hydrogéologie et climatologie : Système d’information pour la gestion des eaux souterraines du bassin Rhin-Meuse :
Territoire communal : Occupation du sol (Corinne Land Cover); Cours d'eau (BD Carthage),
Géologie : Carte géologique; Coupes géologiques et techniques,
 Hydrogéologie : Masses d'eau souterraine; BD Lisa; Cartes piézométriques.

#### Réseau hydrographique
La commune est située dans le bassin versant du Rhin au sein du bassin Rhin-Meuse. Elle est drainée par le ruisseau le Robert, le Ru de Vau, le ruisseau des Curtilles, le ruisseau du Bas du Fond et le ruisseau du Bois Gerard,.
Le Robert, d'une longueur totale de 11,2 km, prend sa source dans la commune de Circourt et se jette dans le ruisseau de la Gitte à Racécourt, en limite avec Dompaire, après avoir traversé six communes.

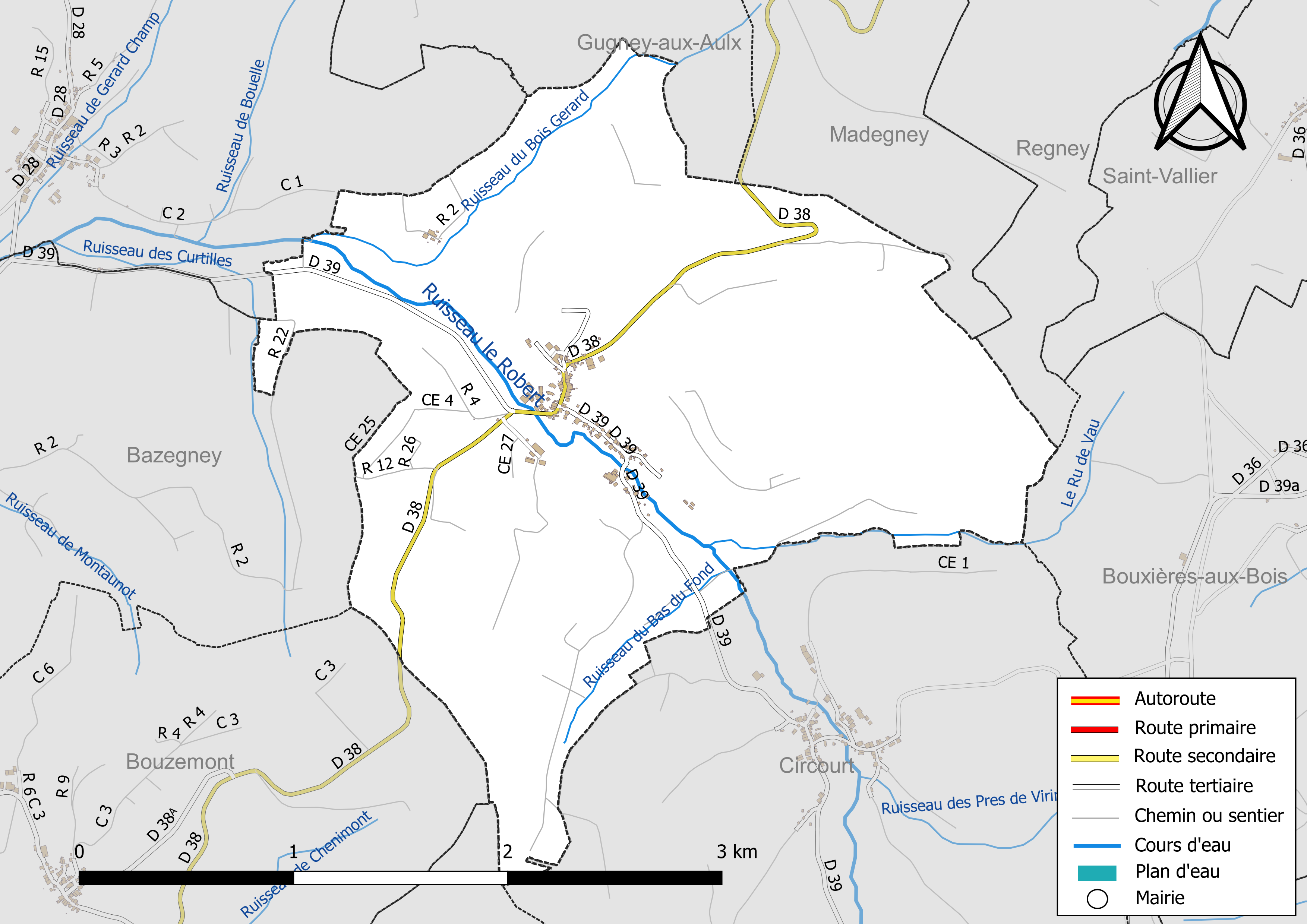
Réseaux hydrographique et routier de Derbamont.

#### Gestion et qualité des eaux
Le territoire communal est couvert par le schéma d'aménagement et de gestion des eaux (SAGE) « Nappe des Grès du Trias Inférieur ». Ce document de planification, dont le territoire comprend le périmètre de la zone de répartition des eaux de la nappe des Grès du trias inférieur (GTI), d'une superficie de 1 497 km2, est en cours d'élaboration. L’objectif poursuivi est de stabiliser les niveaux piézométriques de la nappe des GTI et atteindre l'équilibre entre les prélèvements et la capacité de recharge de la nappe. Il doit être cohérent avec les objectifs de qualité définis dans les SDAGE Rhin-Meuse et Rhône-Méditerranée. La structure porteuse de l'élaboration et de la mise en œuvre est le conseil départemental des Vosges.
La qualité des eaux de baignade et des cours d’eau peut être consultée sur un site dédié géré par les agences de l’eau et l’Agence française pour la biodiversité.

### Climat
Pour des articles plus généraux, voir Climat du Grand Est et Climat des Vosges.
En 2010, le climat de la commune est de type climat de montagne, selon une étude du Centre national de la recherche scientifique s'appuyant sur une série de données couvrant la période 1971-2000. En 2020, Météo-France publie une typologie des climats de la France métropolitaine dans laquelle la commune est exposée à un climat semi-continental et est dans la région climatique  Lorraine, plateau de Langres, Morvan, caractérisée par un hiver rude (1,5 °C), des vents modérés et des brouillards fréquents en automne et hiver.
Pour la période 1971-2000, la température annuelle moyenne est de 9,6 °C, avec une amplitude thermique annuelle de 17 °C. Le cumul annuel moyen de précipitations est de 1 040 mm, avec 13,1 jours de précipitations en janvier et 10,4 jours en juillet. Pour la période 1991-2020, la température moyenne annuelle observée sur la station météorologique de Météo-France la plus proche, « Mirecourt-inra », sur la commune de Mirecourt à 11 km à vol d'oiseau, est de 10,4 °C et le cumul annuel moyen de précipitations est de 824,3 mm. 
La température maximale relevée sur cette station est de 39,5 °C, atteinte le 25 juillet 2019 ; la température minimale est de −19,5 °C, atteinte le 20 décembre 2009,,.
Les paramètres climatiques de la commune ont été estimés pour le milieu du siècle (2041-2070) selon différents scénarios d'émission de gaz à effet de serre à partir des nouvelles projections climatiques de référence DRIAS-2020. Ils sont consultables sur un site dédié publié par Météo-France en novembre 2022.

## Urbanisme

### Typologie
Au 1er janvier 2024, Derbamont est catégorisée commune rurale à habitat très dispersé, selon la nouvelle grille communale de densité à sept niveaux définie par l'Insee en 2022.
Elle est située hors unité urbaine. Par ailleurs la commune fait partie de l'aire d'attraction d'Épinal, dont elle est une commune de la couronne,. Cette aire, qui regroupe 118 communes, est catégorisée dans les aires de 50 000 à moins de 200 000 habitants,.

### Occupation des sols
L'occupation des sols de la commune, telle qu'elle ressort de la base de données européenne d’occupation biophysique des sols Corine Land Cover (CLC), est marquée par l'importance des territoires agricoles (63,3 % en 2018), une proportion identique à celle de 1990 (63,3 %). La répartition détaillée en 2018 est la suivante : 
prairies (55,5 %), forêts (29,9 %), cultures permanentes (7,8 %), zones urbanisées (3,9 %), milieux à végétation arbustive et/ou herbacée (2,9 %). L'évolution de l’occupation des sols de la commune et de ses infrastructures peut être observée sur les différentes représentations cartographiques du territoire : la carte de Cassini (XVIIIe siècle), la carte d'état-major (1820-1866) et les cartes ou photos aériennes de l'IGN pour la période actuelle (1950 à aujourd'hui).

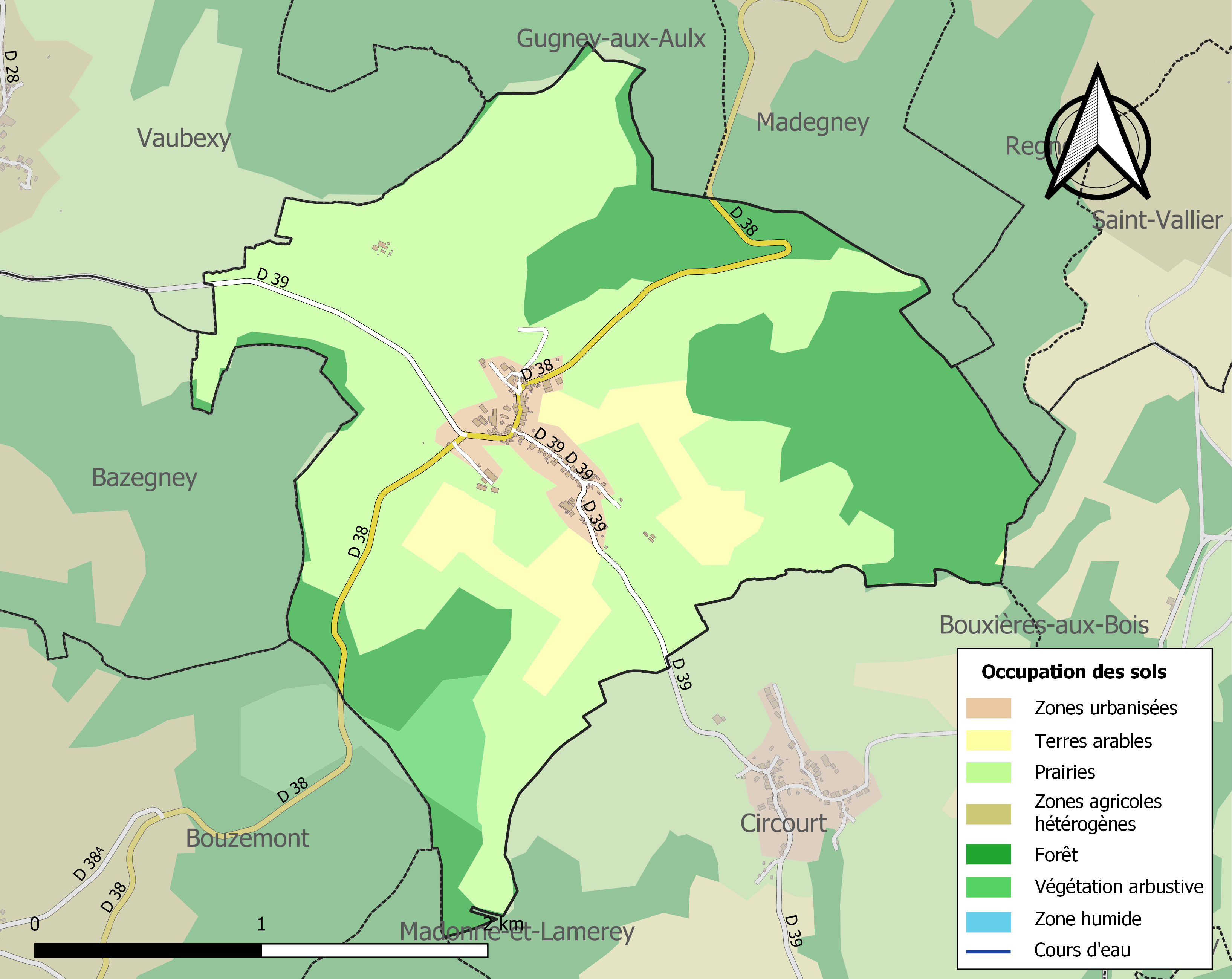
Carte des infrastructures et de l'occupation des sols de la commune en 2018 (CLC).

### Voies de communications et transports

#### Voies routières
Quatre routes départementales mènent au village, de Madegney au nord-est (3 km), Circourt au sud-est (2 km), Bouzemont au sud-ouest (3 km) et Vaubexy à l'ouest (3 km). On peut y accéder également par la Morière, un chemin qui mène à Bouxières-aux-Bois, à Regney et Saint-Vallier à l'est. Derbamont se trouve à 7 km de Dompaire, 14 km de Mirecourt, 15 km de Charmes et 22 km d'Épinal.

#### Transports en commun
- Fluo Grand Est.

#### Lignes SNCF
- Gare de Châtel - Nomexy.
- Gare de Thaon.
- Gare de Charmes.

#### Transports aériens
- Aéroport d'Épinal-Mirecourt « Vosges Aéroport ».

À partir de l'été 2021, l’aéroport d’Épinal-Mirecourt devient le pélicandrome de la Zone Est et servira ainsi de base de ravitaillement et d’intervention pour les avions bombardiers d’eau Q Series ou de Havilland Canada DHC-8, aussi connu sous le nom de Dash 8.

## Toponymie
Le nom de la localité est attesté sous les formes Derbermont (1295) ; Dabermons (XIIIe siècle) ; Derbelmont (1304) ; Derbeamont (1332) ; Derbemont (1361) ; Darbelmont (1364) ; Darbemont, Derbeimont, Derbeilmont (XIVe siècle) ; De Darbemont (1402) ; De Derbemonte (1417) ; Derbeymont (1481) ; Darbaimont (1491) ; Dherbelmont (1542) ; Darbamont (1542) ; Derbaymont (1554) ; Derbamont (1594) ; Hermamont (1594) ; D’Erbamont (XVIe siècle) ; Derbaimont (1604) ; Herbamont (1711).

## Histoire
Le nom de Derbamont est attesté dès 1304. Le village dépendait en 1594 du bailliage des Vosges, prévôté de Dompaire et de Valfroicourt, et à partir de 1751 du bailliage de Darney, coutume de Lorraine. Au spirituel, la commune, comprenant aussi Circourt et Bouxières, fait partie du doyenné de Jorxey, du diocèse de Toul puis de l’évêché de Saint-Dié.
Derbamont et Circourt jusqu’en février 1862, ensuite Derbamont.
Derbamont eut pour rattachements administratifs successifs :
- en 1685 : le bailliage royal d'Épinal ;
- en 1698 : le bailliage de Vôge, prévôté de Dompaire ;
- en 1751 : le bailliage de Darney ;
- en 1790 : le district de Mirecourt, canton de Dompaire ;
- en l’an VIII : l'arrondissement de Mirecourt, canton de Dompaire ;
- en 1926 : l'arrondissement d’Épinal, canton de Dompaire puis, à compter de 2014 intégration au nouveau canton de Charmes.

Derbamont était une paroisse dont Bouxières-aux-Bois était une annexe et de laquelle dépendait Circourt. La paroisse était rattachée au diocèse de Toul.
À partir de 1777, Derbamont appartient au diocèse de Saint-Dié et au doyenné de Jorxey. De l’an VII à l’an VIII les mariages de la paroisse furent pris en compte par Dompaire.
Aujourd'hui Derbamont appartient à la paroisse de La croix de Virine  qui relève, depuis 2013, de la communauté de paroisses de Mirecourt.

## Politique et administration

### Découpage territorial
Par arrêté préfectoral du 15 septembre 2023, la commune est retirée le 1er janvier 2024 de l'arrondissement d'Épinal et rattachée à l'arrondissement de Neufchâteau.

### Liste des maires
| Période                                  | Période                   | Identité                                          | Étiquette | Qualité        |
| ---------------------------------------- | ------------------------- | ------------------------------------------------- | --------- | -------------- |
| Les données manquantes sont à compléter. |                           |                                                   |           |                |
| mars 1977                                | mars 1983                 | Jean Dumont                                       |           |                |
| mars 1983                                | mars 1989                 | Laurent Romary (1920-2020)                        |           | Agriculteur    |
| mars 1989                                | mars 2001                 | Bernard Mulot (1933-2023)                         |           | Agriculteur    |
| mars 2001                                | juin 2011                 | Martine Romary                                    |           | Démissionnaire |
| juillet 2011                             | En cours (au 25 mai 2020) | Christian Vaillant Réélu pour le mandat 2020-2026 |           |                |

### Budget et fiscalité 2022

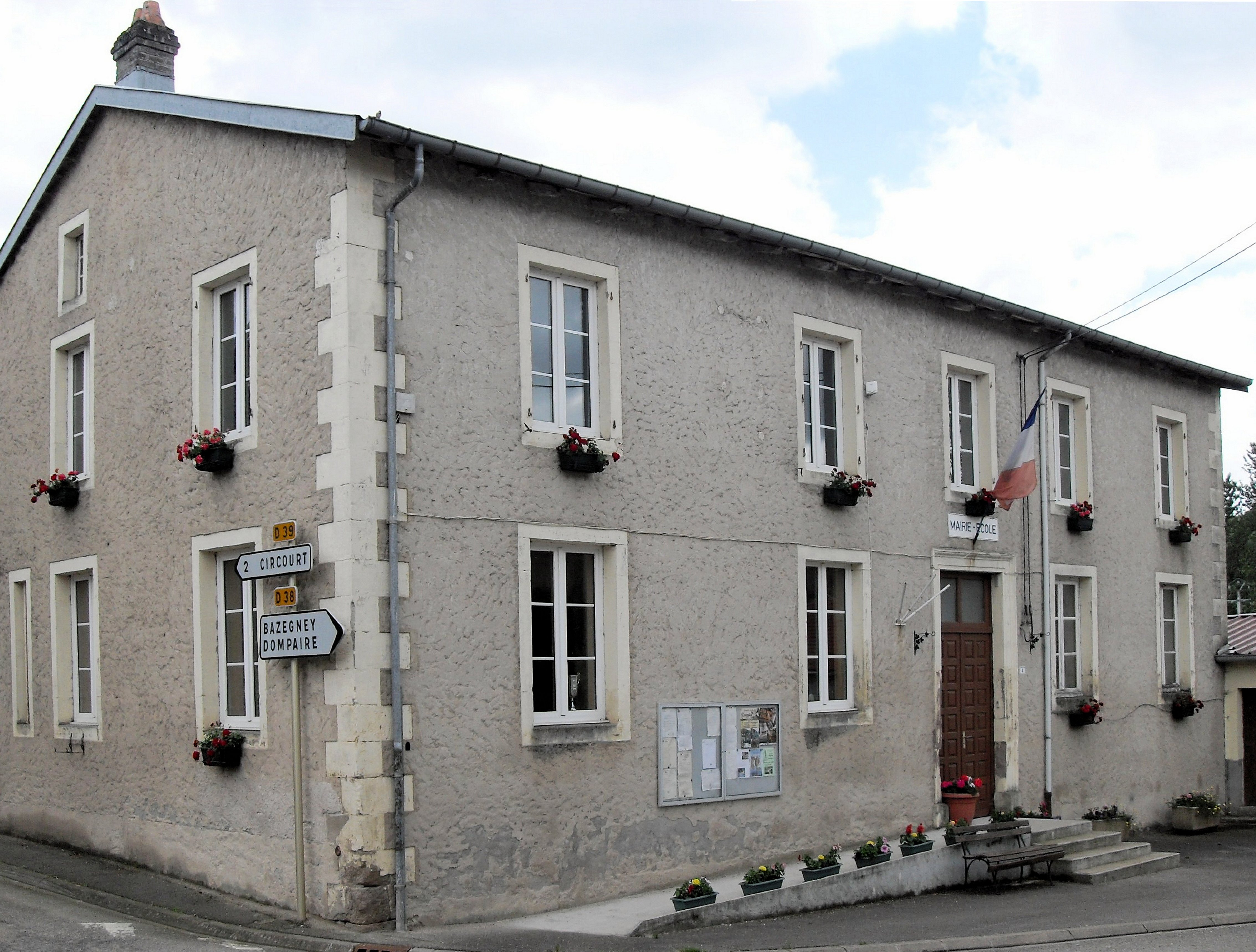
La mairie-école.

En 2022, le budget de la commune était constitué ainsi :
- total des produits de fonctionnement : 96 000 €, soit 868 € par habitant ;
- total des charges de fonctionnement : 101 000 €, soit 913 € par habitant ;
- total des ressources d'investissement : 18 000 €, soit 163 € par habitant ;
- total des emplois d'investissement : 18 000 €, soit 160 € par habitant ;
- endettement : 59 000 €, soit 534 € par habitant.

Avec les taux de fiscalité suivants :
- taxe d'habitation : 25,55 % ;
- taxe foncière sur les propriétés bâties : 45,15 % ;
- taxe foncière sur les propriétés non bâties : 33,96 % ;
- taxe additionnelle à la taxe foncière sur les propriétés non bâties : 0,00 % ;
- cotisation foncière des entreprises : 0,00 %.

Chiffres clés Revenus et pauvreté des ménages en 2021 : médiane en 2021 du revenu disponible, par unité de consommation : 22 920 €.

## Population et société

### Démographie

#### Évolution démographique
L'évolution du nombre d'habitants est connue à travers les recensements de la population effectués dans la commune depuis 1793. Pour les communes de moins de 10 000 habitants, une enquête de recensement portant sur toute la population est réalisée tous les cinq ans, les populations de référence des années intermédiaires étant quant à elles estimées par interpolation ou extrapolation. Pour la commune, le premier recensement exhaustif entrant dans le cadre du nouveau dispositif a été réalisé en 2006.

En 2022, la commune comptait 99 habitants, en évolution de −9,17 % par rapport à 2016 (Vosges : −2,96 %, France hors Mayotte : +2,11 %).
| 1793 | 1800 | 1806 | 1821 | 1831 | 1836 | 1841 | 1846 | 1856 |
| ---- | ---- | ---- | ---- | ---- | ---- | ---- | ---- | ---- |
| 377  | 420  | 424  | 483  | 483  | 491  | 486  | 486  | 442  |

| 1861 | 1866 | 1876 | 1881 | 1886 | 1891 | 1896 | 1901 | 1906 |
| ---- | ---- | ---- | ---- | ---- | ---- | ---- | ---- | ---- |
| 435  | 436  | 407  | 356  | 342  | 309  | 298  | 286  | 281  |

| 1911 | 1921 | 1926 | 1931 | 1936 | 1946 | 1954 | 1962 | 1968 |
| ---- | ---- | ---- | ---- | ---- | ---- | ---- | ---- | ---- |
| 243  | 200  | 198  | 174  | 182  | 164  | 167  | 153  | 141  |

| 1975 | 1982 | 1990 | 1999 | 2006 | 2011 | 2016 | 2021 | 2022 |
| ---- | ---- | ---- | ---- | ---- | ---- | ---- | ---- | ---- |
| 119  | 109  | 115  | 107  | 88   | 92   | 109  | 104  | 99   |

### Enseignement
Établissements d'enseignements :
- Écoles maternelles et primaires à Madegney, Dompaire, Damas-et-Bettegney, Évaux-et-Ménil, Hennecourt, Madonne-et-Lamerey.
- Collèges à Dompaire, Mirecourt, Thaon-les-Vosges, Charmes, Châtel-sur-Moselle.
- Lycées à Thaon-les-Vosges, Mirecourt, Harol, Épinal.

### Santé
Professionnels et établissements de santé :
- Médecins à Damas-et-Bettegney, Dompaire, Vincey, Nomexy, Darnieulles, Mattaincourt, Uxegney, Châtel-sur-Moselle.
- Pharmacies à Dompaire, Vincey, Nomexy, Mattaincourt, Uxegney, Châtel-sur-Moselle.
- Hôpitaux à Ville-sur-Illon, Mattaincourt, Châtel-sur-Moselle.

### Cultes
- Culte catholique, Paroisse La-Croix-de-Virine[32], Diocèse de Saint-Dié.

### Manifestations culturelles et festivités
- Chaque année, une fête locale est organisée par le foyer rural le dernier dimanche d'août et réunit toutes les familles du village. Ce même foyer rural, ouvert aux personnes de tous âges, est le centre de divertissements.

### Médias
- Un mensuel gratuit, Le Malin Vosgien, est édité à Derbamont par une imprimerie locale.

## Économie
On peut noter la présence de :
- quatre agriculteurs ;
- un éleveur de moutons ;
- un menuisier ébéniste ;
- un imprimeur.

## Culture locale et patrimoine

### Lieux et monuments

#### Édifices civils
- La mairie-école.
- Deux moulins à farine, une huilerie à la ferme de Gosselancourt aujourd'hui disparus[33].
- Le monument aux morts[34].

#### Édifices religieux

L'église de Derbamont.
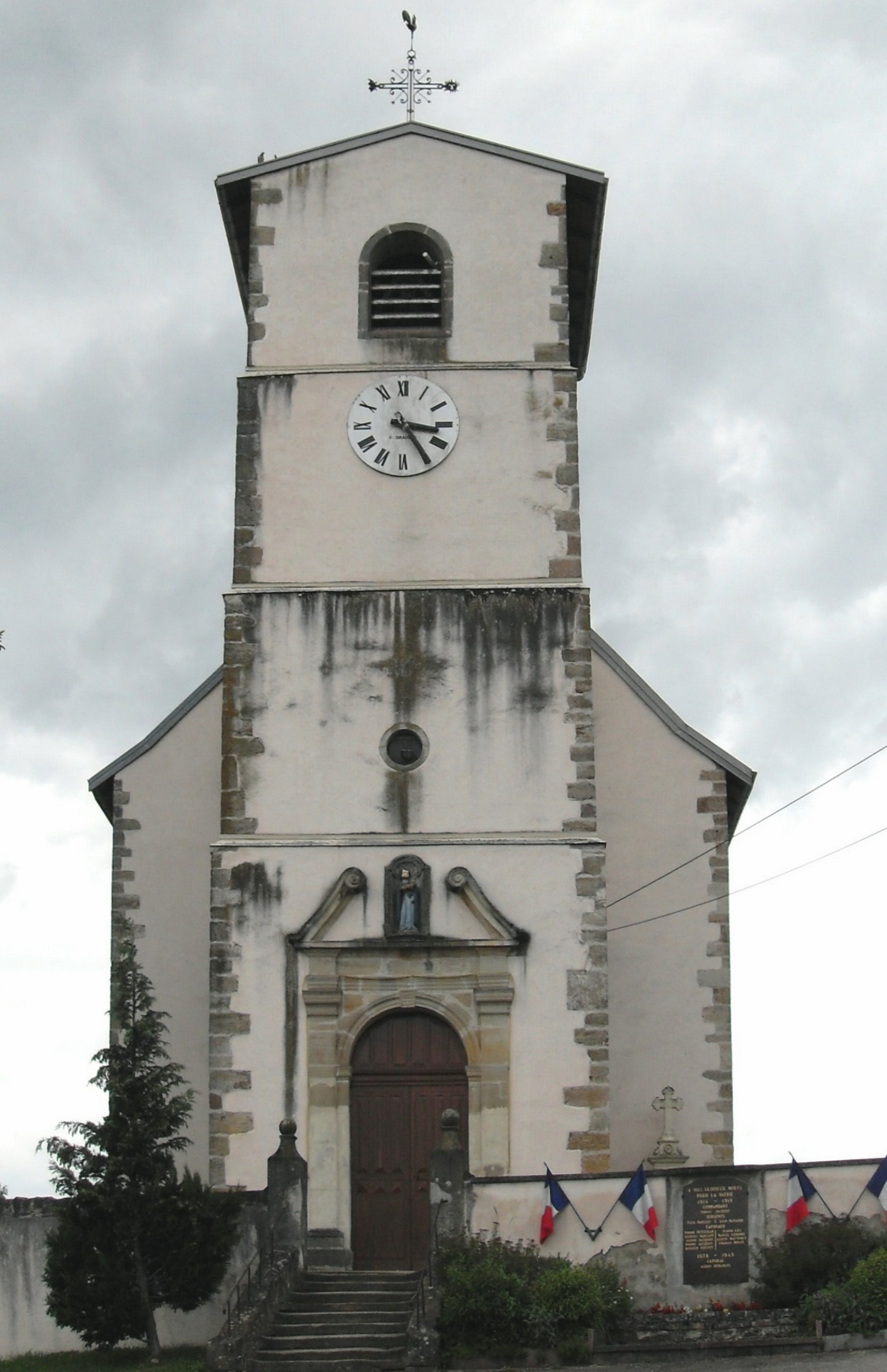
L'église Saint-Pierre, côté sud-est.
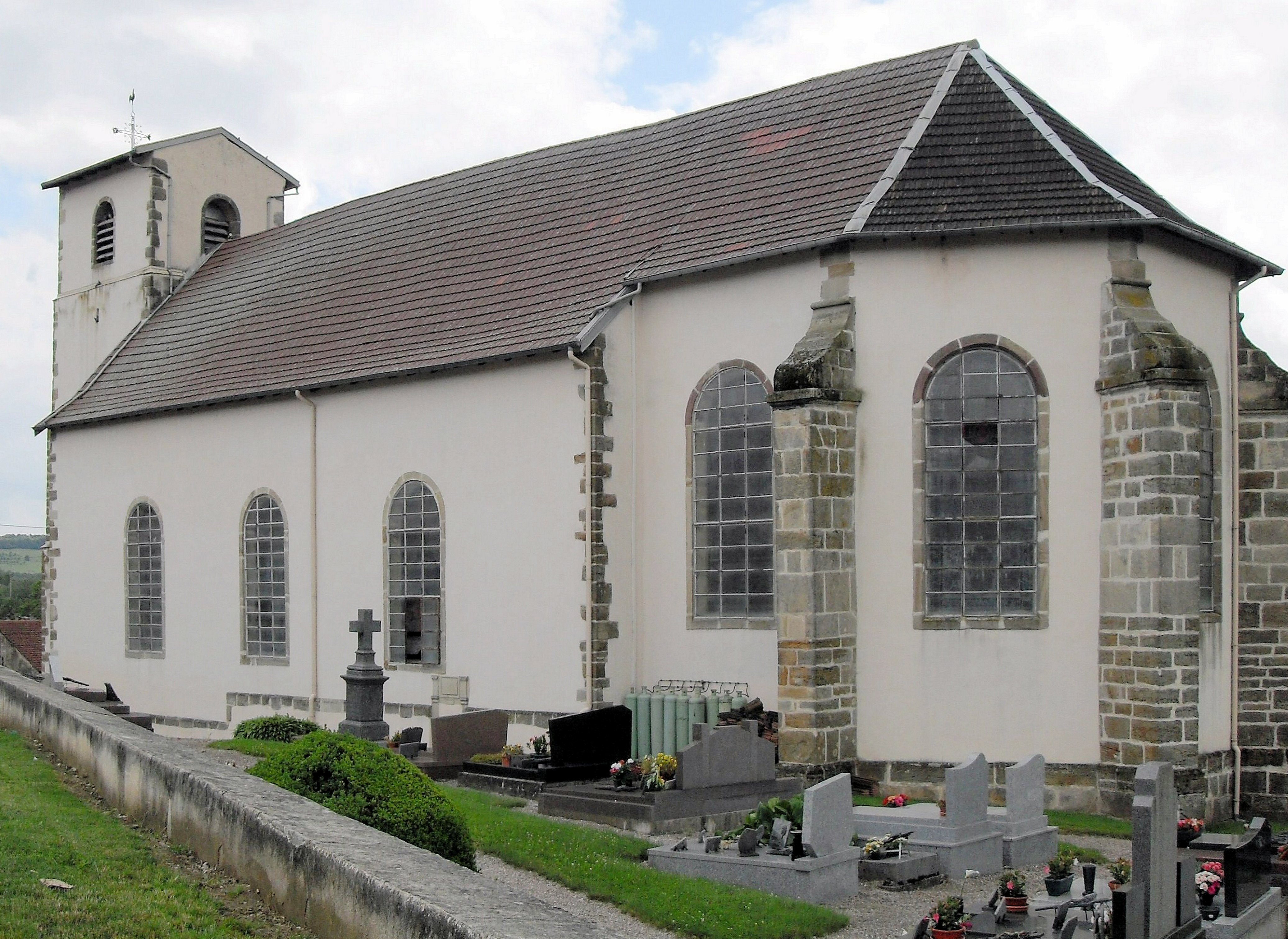
L'église Saint-Pierre, côté nord.
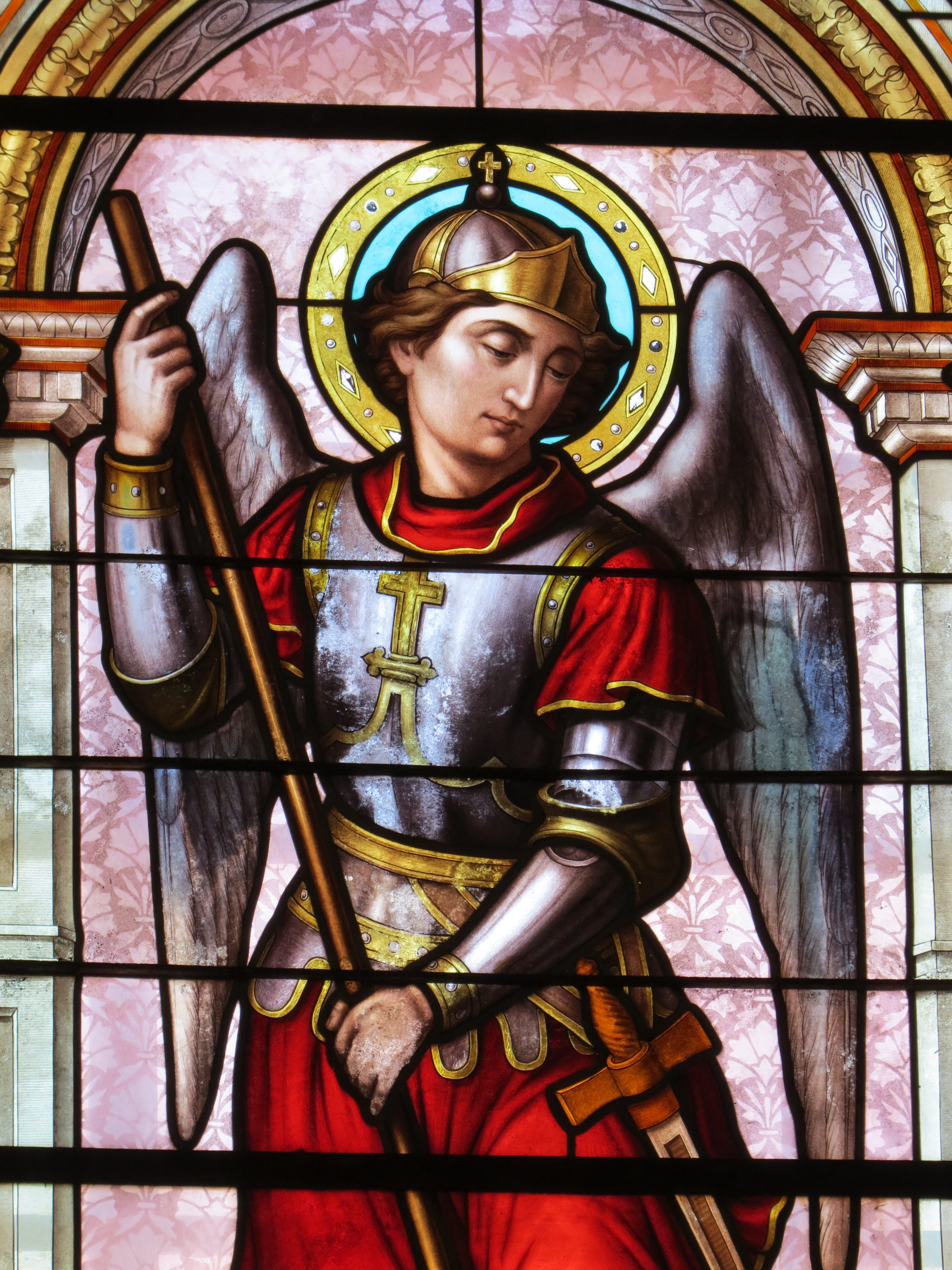
Vitrail Saint-Michel terrassant le dragon.
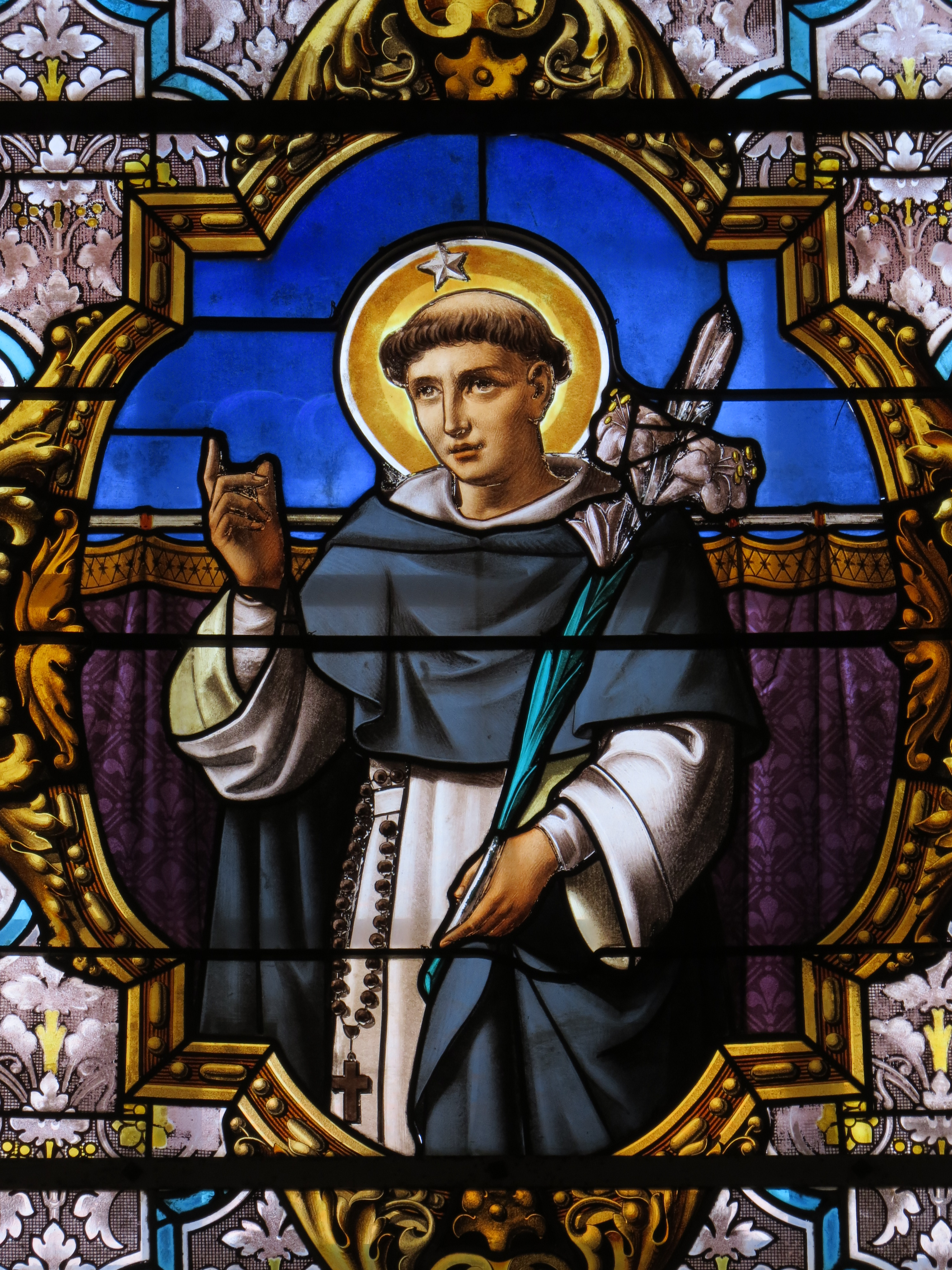
Vitrail.

- Église Saint-Pierre[35] construite en 1752 dans la cour du château de Derbamont qui accueillait une chapelle dédiée à saint Dominique. L'emplacement de l'église, au sommet d'une colline, et l'architecture de son clocher laisse penser qu'il pourrait s'agir du beffroi de l'ancien château de Derbamont. L'église Saint-Pierre a été rénovée en 2000. On peut y admirer :

une Vierge à l'Enfant en pierre, statue inscrite à l'inventaire des monuments historiques ;
Statue saint Pierre ;
Statues (calvaire, éléments d’une poutre de gloire) : Christ en croix, la Vierge, saint Jean ;
Groupe sculpté : Éducation de la Vierge (l’), vue partielle ;
ses vitraux remarquables.
- Diverses croix :

une croix de chemin, du XVIIIe siècle au cimetière, qui représente le Christ en croix entouré de Saint Nicolas à gauche et Saint Claude à droite. On peut voir également la vierge à l'enfant de l'autre coté du croisillon ;
une croix de chemin datée de 1756 ou est représenté le Christ en croix, entouré de Saint Pierre à droite et Saint Dominique à gauche et qui a été faite par la dévotion de Dominique Thouvenot, située route de Madegney ;
une croix de chemin, route de Circourt, de 1856.

### Patrimoine naturel
Les forêts bien entretenues sont propices à la chasse : le bois Banal, le bois de la Cour, le bois de la Morière, le bois de Moyemont et le haut des Harengs.
Le village est également entouré de quelques vignes situées sur les coteaux des Bruyères et des Rompuys. Par un repas au foyer au cours duquel ils apportent leurs crus, les vignerons fêtent Saint-Vincent, patron des vignerons, le samedi de janvier qui suit la fête du saint.
La présence de quelques arbres fruitiers (mirabelliers, cerisiers, quetschiers, pommiers, etc.) est à remarquer. Il est également à noter que la commune fut autrefois un lieu de commerce du vin et de la dentelle.
Deux zones naturelles d'intérêt écologique, faunistique et floristique :
- Gîtes à chiroptères de Bazegney, Bouzemont et Madonne-et-Lamerey[42].
- Vergers de Mirecourt[43].

### Cadre de vie
- Village fleuri : une fleur attribuée par le conseil national des villes et villages fleuris de France dans le cadre du concours des villes et villages fleuris.
- Derbamont est autonome, depuis 1973, pour son alimentation en eau potable grâce aux sources du Chapon.
- La présence de castors en vallée de la Moselle a été relevée en 2001-2003[44]

## Pour approfondir